# Stenoptilia mimula
Stenoptilia mimula is een vlinder uit de familie vedermotten (Pterophoridae). De wetenschappelijke naam is voor het eerst geldig gepubliceerd in 1985 door Gibeaux.
De soort komt voor in Europa.